# Studenycia (dopływ Dniestru)
Studenycia (ukr. Студениця) – rzeka na Ukrainie, lewy dopływ Dniestru. Długość rzeki wynosi 85 km, powierzchnia zlewni - 477 km².
Wypływa ze źródła opodal wsi Kosohirka, płynie przez Wyżynę Podolską w obwodzie chmielnickim. Tworzy jar o głębokości do 80 m.